# Klinowa Czuba
Klinowa Czuba – wzniesienie reglowe w Tatrach Zachodnich w otoczeniu Doliny Chochołowskiej. Od południowej strony Klinowa Czuba wznosi się nad Doliną Huciańską, w północnym kierunku tworzy grzbiet, który oddziela główny ciąg Doliny Chochołowskiej od jej odgałęzienia – Wielkiej Suchej Doliny. W dolną część tego grzbietu od strony Doliny Chochołowskiej wcina się jeszcze równoległy do niej Koziniecki Żleb. We wschodnim kierunku przełęcz Klinowe Siodło oddziela Klinową Czubę od Wierchu Kuca (1305 m).
Klinowa Czuba jest całkowicie zalesiona. Dawniej nazywano ją Kliny, gdyż od jej wierzchołków rozchodzi się kilka grzbietów (klinów). Jeden z tych grzbietów o nazwie Huciański Klin odchodzi w południowo-zachodnim kierunku. Dawniej prowadzono w nim prace górnicze, wydobywano rudy metali w kopalniach zwanych Huciańskimi Baniami. W 1990 na Klinowej Czubie znaleziono pojedynczy okaz rzadkiej w Tatrach sosny zwyczajnej oraz 8 młodych, prawdopodobnie nasadzonych.